# Chiu-Chu Melissa Liu
Chiu-Chu Melissa Liu (chino simplificado: 刘秋菊; chino tradicional: 劉秋菊; pinyin: Liú Qiujú; nacida el 15 de diciembre de 1974) es una matemática Taiwanesa que trabaja como profesora de matemáticas en la Universidad de Columbia. Sus investigaciones son sobre geometría algebraica y geometría simpléctica.
Liu se graduó de la Universidad Nacional de Taiwán en 1996, y obtuvo su doctorado en 2002 de la Universidad de Harvard bajo la supervisión de Shing-Tung Yau. Después continuó en Harvard como Miembro Junior, consiguió una posición en la facultad de la Universidad Northwestern, y se mudó a Columbia en 2006.
Liu ganó la Medalla de Plata Morningside en 2007. Fue una ponente invitada en el Congreso Internacional de Matemáticas en 2010. En 2012, se convirtió en un miembro inaugural de la American Mathematical Society.